# Creu Monumental de Riells
Creu Monumental de Riells és una creu de terme de Riells i Viabrea (Selva) inclosa a l'Inventari del Patrimoni Arquitectònic de Catalunya.

## Descripció
Actualment està situada a un extrem de la plaça asfaltada que s'obre davant de l'església de Sant Martí de Riells.
Es tracta d'una creu de pedra d'estil neoromànic que consta de columna llisa sobre un pedestal quadrat, acabada amb un capitell que sosté la creu llatina.
La creu té un relleu que representa a Jesús crucificat sota un arc conopial, al centre, la Mare de Déu, al braç de la dreta, i Sant Joan al de l'esquerra.
El capitell té unes fulles acabades com volutes als angles i al centre de cadascuna de les quatre cares un escut. El de la part frontal és l'escut de Catalunya amb les quatre barres, el de la dreta representa un mantell, el de l'esquerra mostra una espasa i el posterior una creu. Possiblement el mantell i l'espasa fan referència als atributs de sant Martí de Tours, a qui està dedicada l'església de Riells.

## Història
L'any 1957 va ser inaugurada a peu de carretera a l'entrada del camí de Can Pelegrí. Des de fa 17 anys, en desviar-se la carretera que porta a Riells, es va portar a l'emplaçament actual, a un extrem de la plaça de l'església.